# Naissance en 936
Naissance
- 932
- 933
- 934
- 935
- 936
- 937
- 938
- 939
- 940

Cette page dresse une liste de personnalités nées au cours de  l'année 936 :
- 24 septembre[1] : Adhud ad-Dawla Fanna Khusraw, émir du Fars et du Kerman en 949 puis émir d'Irak.

- Fujiwara no Michitsuna no Haha, ou Udaishō Michitsuna no Haha, poétesse japonaise du milieu de l'époque de Heian. Son nom apparaît dans la liste des Chūko Sanjūrokkasen et dans celle des trente-six poétesses immortelles.
- Zhou Ehuang (en), reine consort de Chine.

## Crédit d'auteurs
- Cet article est partiellement ou en totalité issu de l'article intitulé « 936 » (voir la liste des auteurs).